# Metalasia
Metalasia é um género botânico pertencente à família Asteraceae. É composto por 94 espécies descritas e destas 51 são aceites. É originário da África do Sul.
O género foi descrito por Robert Brown e publicado em Observ. Compos. 124. 1817.
Trata-se de um género reconhecido pelo sistema de classificação filogenética Angiosperm Phylogeny Website.

## Espécies
Algumas das espécies deste género são:
- Metalasia acuta P.O.Karis
- Metalasia adunca Less.
- Metalasia agathosmoides Pillans
- Metalasia albescens P.O.Karis
- Metalasia alfredii Pillans
- Metalasia aurea D.Don
- Metalasia bodkinii L.Bolus
- Metalasia brevifolia (Lam.) Levyns
- Metalasia calcicola P.O.Karis